# ミヤマアケボノソウ
ミヤマアケボノソウ（深山曙草、学名：Swertia perennis subsp. cuspidata ）は、リンドウ科センブリ属の多年草。高山植物。北半球の高地、寒冷地に広く分布する Swertia perennis を基本種とする亜種。別名、エゾミヤマアケボノソウ、コマガタケアケボノソウ。

## 特徴
茎には4稜があり、枝分かれしないで高さは10-30cmになり、全体に毛がなく滑らかである。根出葉が多少あり、葉身は楕円形または広卵形になり、縁は全縁、先端は鈍形、基部には狭い翼のある長い葉柄があり、葉柄を含めた長さは3-8cmになる。茎につく葉は卵形で小さく、対生する。
花期は8-9月。花は暗紫色で茎上部に1-10個が散房状につく。花の径は約2cm、花柄は長さ1-3cmある。萼は深く5裂し、萼裂片の長さは不同で広線形になり、先はとがり花後も残る。花冠も深く5裂し、花冠裂片は披針形で先端が尾状にとがる。花冠裂片には濃紫色の7脈と細点があり、また基部には2個の蜜腺溝がありその周囲は長さ約2mmの毛におおわれている。雄蕊は5個あり、花冠より短い。雌蕊は狭長で頭柱は2裂する。果実は蒴果で花冠から突き出ず、胞間裂開する。種子のまわりには狭い翼がある。

## 変異と分類
花冠裂片には変異が多い。裂片基部が広く披針形で先端が尾状に伸びる基準型と、本州産では基部が狭く線状披針状のもの、先端が尾状にとがらず次第に細くなってとがる型がある。花冠裂片の広い北海道産のものをエゾミヤマアケボノソウとして区別する説もあるが、裂片の幅や先端のとがり方などの変異が多く、本州産のものと明確な区別がない。そのためエゾミヤマアケボノソウとミヤマアケボノソウを区別しない説がある。本稿はエゾミヤマアケボノソウをミヤマアケボノソウに含める見解にたつ。

## 分布と生育環境
日本固有種。北海道の大雪山系・夕張山地、日高山脈、本州の早池峰山・八ヶ岳・南アルプス・中央アルプス・北アルプスに分布し、高山の湿った岩石地、湿った草地や湿原の周辺に生育する。

## 和名の由来
和名のミヤマアケボノソウは、「深山に生える曙草」の意味であるが、同属のアケボノソウ（曙草、学名：Swertia bimaculata ）の高山型ということではない。

## シノニム
- Swertia perennis L. var. stenopetala auct. non (Regel et Tiling) Maxim.[6]
- Swertia cuspidata (Maxim.) Kitag. (1939)
- Swertia perennis L. var. cuspidata Maxim. (1875)